# Бухта Кирпичного Завода
Бу́хта Кирпи́чного Заво́да — бухта в северо-восточной части Амурского залива, входные мысы — Фирсова (расположен вблизи микрорайона Владивостока и станции «Вторая Речка») и Лагерный (вблизи «Первой Речки»). Незначительно вдаётся в берег (0,9 км, ширина на входе — 3,3 км), береговая линия слабо изрезана.
Всё побережье бухты входит в городскую черту Владивостока. В южной части бухты располагаются причалы для танкеров. В юго-восточной и восточной находятся гавани для маломерного флота (рядом с платформой электропоезда Моргородок), в северной — причалы Владивостокского рыбокомбината.
Одна из самых грязных акваторий залива Петра Великого. Почти весь водосбор бухты занимает территория Владивостока с жилыми кварталами, дорогами, промзонами. В районе железнодорожной станции Вторая Речка имеется галечниковый пляж протяжённостью 0,6 км, но он замусорен и не может использоваться в качестве рекреационной зоны.